# Domenicus de Foeljaeger
Domenicus Augustinus de Foeljaeger (Philippine, 7 februari 1862 – Haarlem, 9 februari 1944) was een Nederlandse biljarter. Hij nam tussen seizoen 1928–1929 en 1936–1937 deel aan 7 nationale kampioenschappen driebanden in de ereklasse.

## Deelname aan Nederlandse kampioenschappen in de Ereklasse
| Nr. | Kampioenschap        | Plaats    | Klassering | Alg. gemiddelde |
| --- | -------------------- | --------- | ---------- | --------------- |
| 1.  | Driebanden 1928–1929 | Den Haag  | 5e         | 0,449           |
| 2.  | Driebanden 1929–1930 | Haarlem   | 5e         | 0,468           |
| 3.  | Driebanden 1930–1931 | Haarlem   | 4e         | 0,483           |
| 4.  | Driebanden 1931–1932 | Amsterdam | 7e         | 0,464           |
| 5.  | Driebanden 1932–1933 | Amsterdam | 7e         | 0,441           |
| 6.  | Driebanden 1935–1936 | Rotterdam | 5e         | 0,472           |
| 7.  | Driebanden 1936–1937 | Amsterdam | 9e         | 0,428           |